# Удобный флаг
«Удобный флаг» — экономико-правовой термин, означающий совокупность услуг, предоставляемых правительством страны нерезидентам при регистрации судна.
«Удобный флаг», как правило, предлагают сниженные налоги, не требуют соблюдения строгих правил трудового законодательства и других сложных требований. Предоставление такой регистрации служит важным источником дохода для небольших и бедных стран.
В 2005 году наибольшее число судов под «удобными флагами» было зарегистрировано: в Панаме — 4688, Либерии — 1460, Мальте — 1105, Багамских островах — 1070, на Кипре — 782, в Сингапуре — 277.
Больше всего российских судов зарегистрировано[когда?] под «удобным флагом» в Либерии (65), Мальте (60), Кипре (54), Панаме (6).

## Открытая регистрация
Нестабильность национального фрахтового рынка и высокие налоговые ставки способствуют уходу флота в страны c открытой регистрацией судов. Масштабы регистрации судов под «удобные флаги» стали наиболее значительными после Второй мировой войны.

### Преимущества регистрации «удобного флага»
- низкие налоговые ставки;
- низкий уровень обязательной минимальной оплаты труда;
- небольшие регистрационные сборы;
- минимум формальностей;
- крайне короткий (по сравнению с другими) срок регистрации;
- отсутствие требований в отношении гражданства членов экипажа;
- возможность управления судном нерезидентом из-за пределов государства флага.

## Страны с «удобным» флагом
- Антигуа и Барбуда
- Багамские Острова
- Барбадос
- Белиз
- Бермуды
- Боливия
- Вануату
- Гибралтар
- Гондурас
- Грузия
- Доминика
- Острова Кайман
- Камбоджа
- Камерун
- Кипр
- Коморы
- Либерия
- Ливан
- Маврикий
- Мальта
- Маршалловы Острова
- Молдова
- Монголия
- Мьянма
- Нидерландские Антильские острова
- Острова Кука
- Палау
- Панама
- Папуа — Новая Гвинея
- Сан-Томе и Принсипи
- Сент-Винсент и Гренадины
- Сент-Китс и Невис
- Сьерра-Леоне
- Танзания
- Того
- Тонга
- Тувалу
- Шри-Ланка
- Экваториальная Гвинея
- Ямайка

Боливия, Монголия, Молдавия и Эсватини (бывший Свазиленд) предоставляют услуги регистрации судов несмотря на то, что сами не имеют выхода к морю.
Помимо стран с открытой регистрацией, регистраторами «удобного флага» являются страны экстерриториальной регистрации судна или офшорные зоны.